# Zeughaus Magdeburg

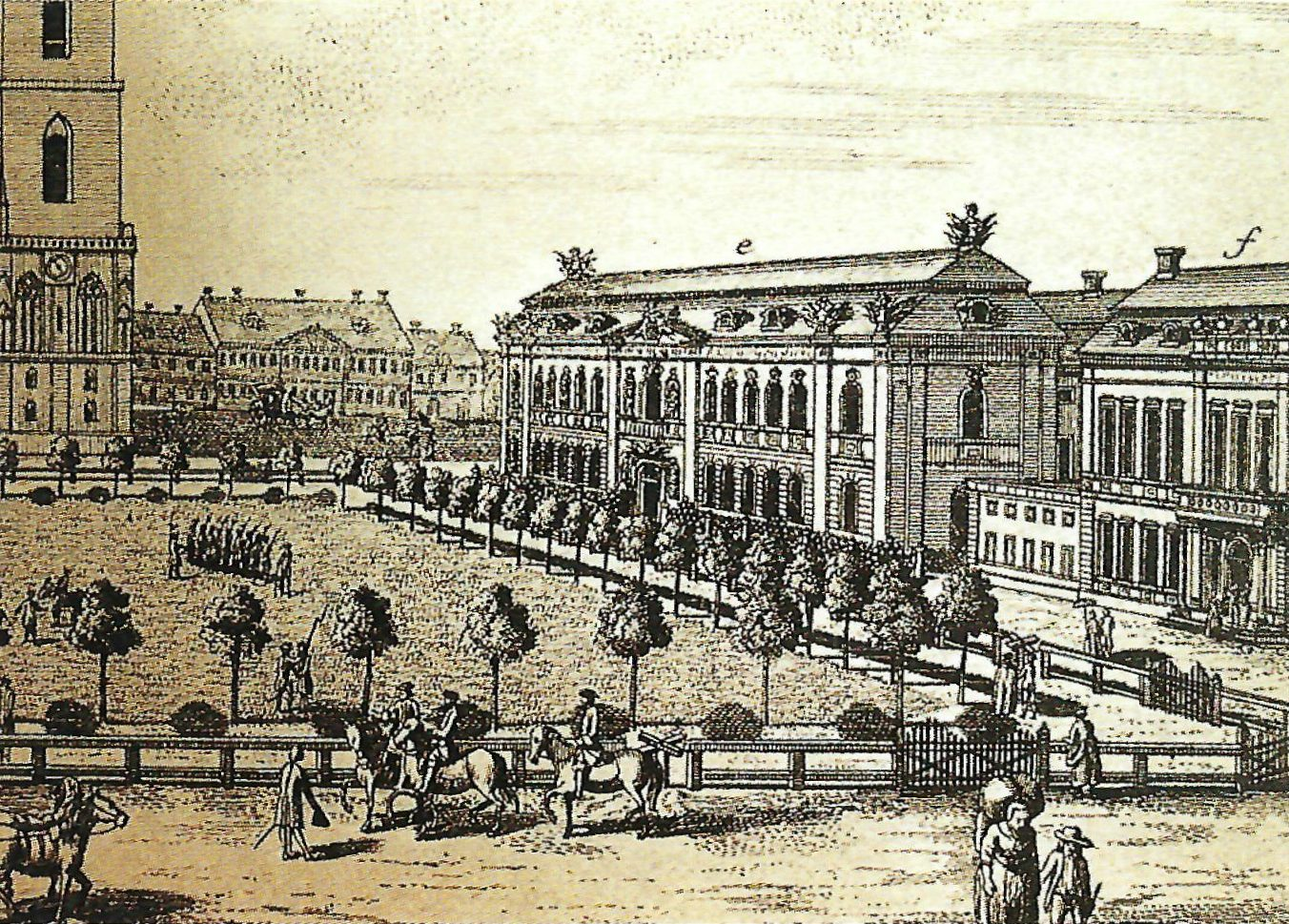
Zeughaus, um 1765

Das Zeughaus Magdeburg war ein Zeughaus in der Stadt Magdeburg im heutigen Sachsen-Anhalt.
Das Gebäude ist nicht zu verwechseln mit der in Magdeburg zeitweise ebenfalls als Zeughaus genutzten Nikolaikirche oder der Alten Hauptwache.

## Lage
Das Zeughaus befand sich in der Magdeburger Altstadt im südlichen Teil der Westseite des Domplatzes an der Adresse Domplatz 11. Nördlich befand sich die Breite Straße, südlich die Domstraße. Westlich erstreckte sich der Breite Weg.

## Geschichte und Architektur

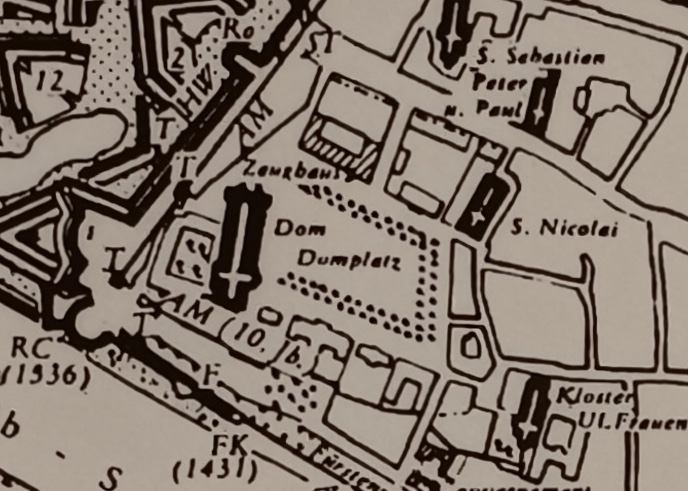
Karte von 1750 mit eingetragenem Zeughaus

Noch bis zum Anfang des 18. Jahrhunderts war das Grundstück zu seinem größten Teil unbebaut. Im Jahr 1707 wurde dann der Grundstein für das Zeughaus gelegt. Die Initiative ging auf den preußischen König Friedrich I., der den militärischen Charakter der Festungsstadt Magdeburg weiter ausbauen wollte, zurück. Im nördlichen Teil des Areals befand sich zuvor der südliche Teil des Gehöfts der Dompropstei Magdeburg. Architekt des Gebäudes war vermutlich Ingenieur-Hauptmann Preußer, wobei der Gouverneur Leopold I. wohl Einfluss auf die Gestaltung nahm. Vorbild soll das Berliner Zeughaus gewesen sein. Die Fertigstellung erfolgte in der Zeit von König Friedrich Wilhelm I. Anders als bei den benachbarten Barockbauten sind für das Zeughaus keine Bauakten überliefert. Es gibt die Vermutung, sie seien in der napoleonischen Zeit mit nach Frankreich genommen worden.
Das zweigeschossige Haus war langgestreckt. Die Fassade zum Domplatz war 15-achsig ausgebildet und mittels Pilaster in einem Rhythmus 1-5-3-5-1 aufgeteilt. Andere Angaben nennen 11 bzw. 13 Achsen. Ob den drei mittleren Achsen ein Balkon vorgelagert war, ist nicht überliefert. Bekrönt wurde der Mittelteil von einem gebrochenen Dreiecksgiebel, auf dem eine vergoldete, Friedrich Wilhelm I. darstellende Büste thronte. In den Fluchten der Pilaster befanden sich Vasen. Das Gebäude verfügte über eine schmale Attika. Bedeckt wurde das Gebäude von einem gebrochenen Walmdach. An den Eckpunkten des Dachs waren Trophäen angebracht. Mittig befand sich ein Portal, vermutlich flankiert von Figurennischen. Es heißt, dass der König das Zeughaus prächtiger ausstattete, als sein gegenüberliegendes Stadtschloss.
Im Fries des Gebälks befand sich die lateinische Inschrift:
Rege prospiciente; Tutelae civium

Principe efficiente; Terrori hostium.
(deutsch Zum Schutz der Bürger, während der König Vorsorge trägt. Zum Schrecken der Feinde, während der Fürst zur Tat schreitet.)
Unterhalb der Inschrift befand sich eine von zwei Genien gehaltene Kartusche mit der Inschrift Saluti patriae (deutsch: Zum Wohle der Heimat).
Nebenflügel erstreckten sich vom Haus nach Westen entlang der Breiten Straße und der Domstraße.
Das Gebäude wurde zur Aufbewahrung von Kriegsgeräten genutzt. Im Erdgeschoss wurden größere Geschütze, im Obergeschoss Gewehre und andere kleinere Waffen aufbewahrt. Die Aufsicht führte ein Zeug-Lieutnant.

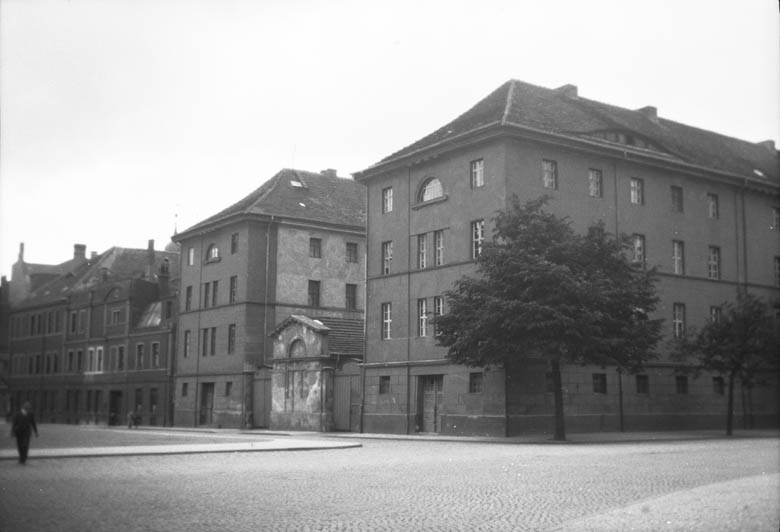
Blick von Südosten auf den ehemaligen Kasernenkomplex, links die Domstraße, 1927

Am 7. April 1812 brannte das Zeughaus nieder. Als Zeughaus wurde dann die etwas weiter nördlich gelegene Nikolaikirche genutzt. 1820 wurde auf dem Grundstück eine Artilleriekaserne im Stil des Klassizismus gebaut, die bis 1884 genutzt wurde. Es schloss sich bis 1890 eine Unterbringung des Trainbataillons Nummer 4 an. Ab 1903 nutzte es die Reichspost, die hier das Bahnpostamt 7 und ein Lager betrieb. Darüber hinaus befand sich hier das Telegrafenbauamt, der Postsportverein sowie die Möbelfabrik Kaiser und Lange.

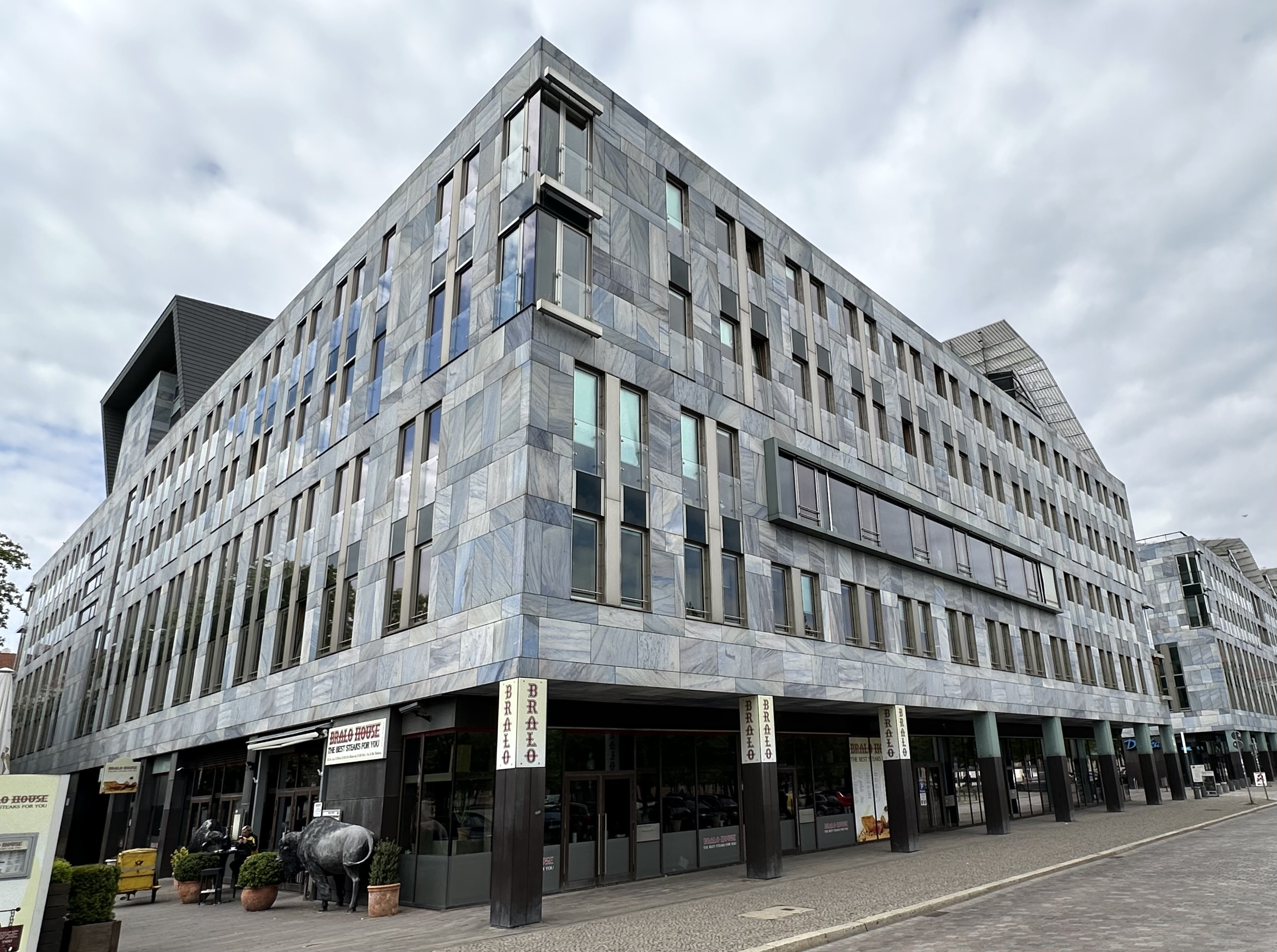
Heutige Bebauung, Blick von Südosten, 2024

Während des Zweiten Weltkriegs wurde der Bereich zerstört. In der Zeit der DDR entstand ab 1962, nach einem Entwurf des VEB Hochbauprojektierung und des Stadtbauamtes Magdeburg, ein fünfgeschossiger Appartementblock in Plattenbauweise. Der 150 Meter lange Bau nahm in seinem südlichen Teil auch den Bereich des ehemaligen Zeughauses ein. Nach der friedlichen Revolution des Jahres 1989 wurde der Bau letztlich abgerissen und durch einen modernen Bürobau ersetzt, in dem sich die Investitionsbank Sachsen-Anhalt befindet. Der Bau war von der Architektin Julia Bolles-Wilson aus Münster entworfen worden. Seine Fassaden bestehen aus Quarzit-Natursteinplatten, Glas und Metall. Die Fensterteilung soll an schmale Barockfenster erinnern. Der ursprüngliche Entwurf ein ähnlich gestaltetes deutlich kleineres Gebäude, an der Südwestecke des Hauses im Verlauf der Domstraße vor. Dieser Bau wurde jedoch nicht umgesetzt.